# 928

## Esdeveniments
- Segueix el període de la pornocràcia als Estats Pontificis. Dos pontífexs, el Papa Joan X i Lleó VI, són assassinats per ordre de Mariozza. Al desembre, Esteve VII assumeix el Pontificat.
- Enric I d'Alemanya conquereix Brandenburg.

## Necrològiques
- Maig: Papa Joan X.
- 5 de juny, Arle: Lluís III el Cec, comte de Provença.
- Desembre: Papa Lleó VI.